# 源君物語
『源君物語』（みなもとくんものがたり）は、稲葉みのりによる日本の漫画。『週刊ヤングジャンプ』（集英社）2011年42号から2019年40号まで連載された。『源氏物語』を元にした恋愛漫画で、美少年の主人公が叔母の指導で「現代の光源氏」を目指すという内容である。

## 概要
作者の稲葉みのりは、「えっちな漫画が描きたい」と希望したところ編集担当から『源氏物語』を題材にした作品を提案され、念願の初連載がかなった と記している。しかし実際に「えっちな」場面に至るまでが長く、同じ『週刊ヤングジャンプ』で連載しているマドカマチコは自作品の一コマに『源君物語』のヒロイン3名の似顔絵を配置した上で「おあずけにおあずけを重ねた挙句！ やはりおあずけというある種のマゾヒズムなジレンマの中で、いかに展開していくかが商業エロの醍醐味なんですよ！」と漫画家である主人公に語らせている。このストーリー展開の遅さは、稲葉が遅筆のためである。また、主人公が女装するシーンがあるのも特徴である。ヒロインたちの女体のエロスを「カメラアングルを駆使した技法」で描写しているのが本作品の特色である。
最終第16巻刊行時点で累計発行部数は210万部を突破している。

## あらすじ
主人公・源光海は、中学生時代に同級生の女子達から酷いいじめを受けた経験から重度の女性恐怖症に陥っていたが、大学入学を機にトラウマ克服を決意する。父の突然の再婚により半ば追い出される形で、叔母・藤原香子の家で居候生活を始める光海であったが、源氏物語の研究者である香子により「現代の光源氏」を目指すように言い渡される。光海が香子の紹介する美女たちとの恋愛を重ねていく物語である。

## 登場人物

### 主要人物
源 光海（みなもと てるみ）
主人公。18歳→19歳。誕生日は12月。紫雲大学文学部1年生。「女子よりもかわいい」とも評されるほどの美顔（女顔）を持つ中性的な美少年。それが災いし、中学2年生のころに同じ学校の女子たちから女装を強要されるなどの執拗ないじめを受け、女性恐怖症となってしまう。また、牛乳を使ったいじめもされたことから牛乳恐怖症にもなっている。物心つく前に母親を亡くした過去から、年上の女性に惹かれるマザコン気質を持つ。家事全般が得意。継母の産んだ母親違いの弟がいる。大学入学後は彼女を作って女性恐怖症を克服しようとするが、性欲にかられて暴走する癖がある。セックスの時は必ずコンドームを着けている。下記に有る様に多くの女性と関係を持っていくが、叔母－甥という近親相姦のタブーな関係であることを知りつつも、香子に魅かれていく描写も多い。最終回では、香子への愛情から、源氏物語の研究者を目指している。
作中の活躍
香子の研究の一環で光源氏と同じ14股を目指す。ファーストキスやペッティングなどの手ほどきを受け女性を紹介されることになる。
本作品に登場する「14股」相手のヒロインたちは大抵、何らかの問題、悩みを抱えているが、光海と関係を持ったことにより状況が好転している。
セックスの際には必ずコンドームを使用し避妊を忘れない。セックス相手であるヒロインたちの、特に香子の乳首を吸うことにとても愛着している。セックスでは必ず女性器を舐める。また、セックスの時は、相手の女性にシャワーを浴びさせず女体の汗の臭いを嗅ぐことが好きである。フェラチオについては過去のいじめの体験のせいか、香子とセックスするまでは女性に性器を預けることに拒否反応を示す。
香子の手ほどきなどもあり、キスのテクニックは向上しつつある。1年時の大学祭において、親友の村上の推薦により女装をしてミスコンに参加し、優勝を果たすが、過去のトラウマもあって女装をすることは本意ではなく、賞を辞退する。
- 1人目の朝日とは香子の手ほどきで映画館でデートをするが、そこで無理やりキスをして嫌われる。その後、朝日の家で謝罪して、セックスしようとするが拒まれる。
- 2人目の葵とは初体験を果たすが、すぐに萎えてしまい葵を満足させられず終ってしまう[5]。
- トラウマの原因である中将つかさの「心をモノに」しようと必死になるが、「これ以上関わる必要を感じない」[6] からと、関係の打ち切りを香子に通告される。
- 3人目の千里とは初めての彼女として「相思相愛の平穏な」[7] セックスができたと思ったものの「心をモノにする」ことには失敗する。
- 4人目の美也には初めて好意を抱かれてセックスするが、首輪をつけられ監禁されるなどといった愛の重みに耐えられなくなり、一時不能になる。
- 5人目の紫亜を紹介されて懐かれるも、小学生なので当然何もしなかった。
- 6人目の伊予に惹かれてセックスするが、一夜だけの関係を望まれたため身を引く。
- 7人目の夕とは二人目の彼女として本気の交際に発展したが、夕の大阪転勤後に破局し、かなり落ち込んでしまう。
- 8人目の華とは声優の練習に協力して友人となり、夕との破局後に叱咤激励され、彼女の打算から性行為におよぶ。
- 9人目の典子に最初は年相応に扱われていたが、セックス後に男として認められるようになった。
- 10人目のるりとは終始「女性」と偽って接しセックスをしなかったものの、黒髭の夜這い（準強姦）を防いだことで、お姉様として尊敬されるようになる。
- 11人目の月子とは、朝日の親友であり付き合いの長い先輩でもあるだけにかえって、男女の間柄にまで進展させることが難しかったが、月子がラブホテルに取材しに行った時に、月子の警戒心を解くためにメイドコスプレの女装をしたうえで、強引にセックスに持ち込む。
- 12人目の乙女とは、家庭教師先の中学生であり、慕われる結果になったもののセックスはしない。
- 13人目の夢告とは、アルバイト先でセックスを幾度も繰り返すが、一夏限りの恋人であることを望まれ、紫雲大学を辞めることを翻意させることはできない。
- 14人目が香子であったこと、香子が処女であったことに驚き、テクニックで奉仕して香子を大いに歓ばせるが、転勤による別れを告げられる。

藤原 香子（ふじわら かおるこ）
光海の父方の叔母 で、紫雲大学の准教授。29歳→30歳。独身。誕生日は3月。縦ロール風の髪型と豊満な胸が特徴的で、男女を問わず誰もが魅了されるほどの美貌の持ち主。兄（光海の父）に頼み込まれ、光海の居候を引き受ける。
日本古典文学を研究しており、特に源氏物語を誰よりも深く読み解くことをテーマにしている。そのためにも源氏物語の主人公：光源氏の心情理解が必要となり、光海に現代の光源氏となり「14股」を実行するよう命じ、その目的を果たすため、女性馴れしていない光海にさまざまな手ほどきをする。光海に対する羞恥心は希薄であり、研究の一環として大胆な行動で光海を翻弄する。SMプレイを妄想したり、実際に光海をハイヒールで踏みつけるなど、ややサディストの傾向がある。表面上はクールであるが、光海が居なくなることに寂しさを感じるようにもなっている。
登場人物の女性の心理や情報に通じている。教員としては優秀で、その美貌とあいまって彼女の講演は人気が高い。平安時代の湯浴み気分を体感するために、自宅の浴槽を檜風呂にしている。また、まったく顔色が変わらないほど酒には強い。常日頃から泰然自若としているが、ときおり平安装束のコスプレや、登場ヒロインの物真似を披露するなどのユーモアを見せることがある。
彼女が光海に女性を紹介し恋愛のお膳立てをすることで本作のストーリーが展開されていく。そのため名実ともに本作のメインヒロインではあるものの狂言回しとしての役割が強い（よって香子がまったく登場しない話も多くある）。
光海が明石と関係を持った後、彼の成長を見た香子は、自分が処女であることと、「14人目」が自分であることを告げる。その後光海が一年間で鍛えたテクニックで香子を喜ばせる。別大学の教授に転勤し、今まで住んでいたマンションを光海に預けて光海のもとを去っていく。
香子が自分の兄（光海の父）に対して恋愛感情を抱き（当然のことながら）ふられたことが、本作品の物語の発端であった。兄への嫌悪は愛情の裏返しで言える。

### 光海の14股相手
桃園 朝日（ももぞの あさひ）
光海の父方の従姉で、香子の姪。21歳→22歳。紫雲大学文学部の4年生で、香子のゼミに所属している。図書館の司書を志望しており、就職活動の末に内定を得て、「浜横図書館」の司書に就職する。香子によって光海の14股相手の1人目に選ばれる。源氏物語の朝顔の君に見立てられている。紫雲大内においてほかの女性たちにも劣らない容姿とスタイルだが、2次元の男にしか興味がないエロコミック愛好の腐女子 で、現実の男性との交際経験も皆無の処女。貞操意識が強く、現実の性関係に対して過敏な反応をする。幼なじみである光海のことは弟のように思っていたが、「漫画に出てくるような中性的な男の子」すなわち光海のような男が好みでもある。自分にセックスを迫り暴走する光海を拒絶し、交際の申し込みも断ったことで一時気まずい関係になる。しかしこれをきっかけに光海を異性として意識し始めるものの、恋愛への恐怖で自分の気持ちを認めようとしなかった。第6巻の時点で、光海のキスは受け入れるようになる。また、光海への好意は親友の月子にはそれとなく見透かされており、からかい半分に探りを入れられることもある。光海の女性関係を少しずつ知るようになってからは嫉妬の感情を募らせるようになる。取り残されることに危機感を抱いて、就職に伴う引っ越し作業で二人きりになった時、光海に気持ちを告白しようとしたが、光海が熟睡していたため機会を逃してしまう。光海に迫られた後にオナニーをしてしまいがちである。
光海の14股相手の中では比較的出番が多い。下着も地味で派手さはないが、童顔で愛嬌のある顔として描かれている。最終回の時点でも（自分の本心に正直になれず）、光海に対して無関心な態度を装っている。
桐山 葵（きりやま あおい）
香子の友人で、同じマンションに住むネイルサロン経営者。24歳。やや高圧的な目つきとショートヘアーが特徴のクールビューティーな女性。香子によって光海の14股相手の2人目に選ばれた。源氏物語の葵の上に見立てられている。世界的企業の社長令嬢であり、偉大な父親の背中を見て育ったため、父親以外の男性を愛せない重度のファーザー・コンプレックス（ファザコン）となった。交際経験自体はあるものの、セックスの最中に「お父様」と叫ぶ癖があり、本人はそれを恥じている。自分に接近してきた光海を最初はペット扱いしていたが次第に自身の父への思いを打ち明けられるほどに心を許すようになり、第3巻で光海の初体験の相手となる。しかし、その際の出来事が原因で一時関係が疎遠になってしまう。以後しばらくは光海に無関心のような態度をとり続けていたが、その後は自身が気が向いたときに会う程度には関係が修復している模様（ただし、香子の前では相変わらず光海には関心のない態度を装っている）。香子が研究のため光海に14股相手を紹介していることを知りつつも、それを黙認する態度をとっている。朝日や美也とは面識があるが、互いにあまりよい印象は持っていない。光海が香子への好意を自覚するようになってからは近親愛者という自分と同じ叶うことのない恋をしている同志として応援するようになり美也を牽制する行動をとる。
花田 千里（はなだ ちさと）
紫雲家政専門学校の1年生。18歳→19歳。見た目は地味であるが、温厚で家庭的な性格を持ち、笑顔が魅力的な癒し系の女性。姉がいる。香子によって光海の14股相手の3人目に選ばれた。源氏物語の花散里に見立てられている。学業の傍ら、蕎麦屋「紫雲そば」でアルバイトをしている。普段は補正下着で体型を隠しているが、実は香子以上の巨乳の持ち主。小学生時代から胸が大きかったため、同年代の男子たちからは奇異の目で見られ、重度の男性恐怖症となる。作中でも、紫雲そば店長の小さい息子からセクハラを受けたり、客の男たちに狙われたりする。そんな自身の悩みを香子に相談したところ、同じく異性に恐怖を持つ光海を紹介され、互いのコンプレックス解消のために交際することになる。その中で好感を持ち光海を初体験の相手に選んだものの、千里自身はそれらを男性恐怖症を克服する一環として見ており、交際の続行を熱望する光海に対して返答出来なかった。返答が延期になった後はメル友の仲になる。最終回の時点でも、「紫雲そば」でアルバイトをしている。
六条 美也（ろくじょう みや）
紫雲大学の教員で、情報処理チューター。25歳。その気さくで明るく優しい性格もあって、学生からの評判は非常によいが、裏では光海をストーカーして撮影していた写真を自分の部屋の壁一面に飾っているヤンデレである。香子によって光海の14股相手の4人目に選ばれた。香子の後輩であり、香子から「14股」計画を知らされたうえで光海と関係した。源氏物語の六条御息所に見立てられている。実は5年前に教育実習生として光海の中学に赴任しており、当時いじめられても泰然としていた光海に対しては鮮烈な印象と助けられなかった負い目とを抱き続けて来た。ただし、光海自身は当時はいじめを前に心を殺していたのであって泰然としていた訳ではなく、いじめのトラウマから当時の記憶がほとんどなく、彼女のことも覚えていなかった。光海の心の傷を癒せるのは自分だけだと交際を重ね、さらにはセックスをした。その時、光海に避妊を求めないで性交を望んだが結局避妊具をつけて行った。その後の光海に結婚を迫り監禁しようとしたが、香子にその暴走は現在の光海を愛せないからだと看破される。その場は引き下がったものの、引き続き光海の動向を注視しており諦めてはいない様子。情報能力にとても長けている。読唇術が得意。胸は小さい。
のちに光海と夕の恋仲を妬み邪魔立てをするが、その行き過ぎた行動が香子の怒りを買う形となり、光海の写真やパネルなどをすべて没収される。それを機に、光海の“保護者”としての香子の存在に警戒心を抱くようになる。香子が失踪した際に、光海を慰めようと車で追いかけようとするが、葵に駐車場で邪魔される。（源氏物語の「車争ひ」の再現）最終回の時点では紫雲大学の准教授になっている。
小若 紫亜（こわか しあん）
紫雲大学初等部の5年生。10歳。香子の知人の娘で、ツインテールの長髪と天真爛漫な笑顔が印象的な美少女。香子によって光海の14股相手の5人目に選ばれた。源氏物語の若紫に見立てられている。小学生でありながら光海に思わず「異性」を意識させるほどの、不思議な色香と雰囲気を持っている。一人称が自分の名であったり、大学にやって来て迷子になるなど、言動は幼さが抜け切れていない。香子にはよく懐いており、光海に対しても抱きついたり手を繋いだりと無邪気な振る舞いを見せる。母子家庭に暮らしている。香子が人道に外れた研究のために自分を利用することを知りながら、香子と別れたくない寂しさから、14股相手の一人になることを自ら引き受けた。光海が大学祭のミスコンに出場すると知った際は、「お兄ちゃん（光海）は私のものだから出場して欲しくない」と甘えてむずかる。将来は、香子のようなグラマーな体型になることを夢見ている。乙女とはSNSを通じて知り合った友人同士である。
瀬見 伊予（せみ いよ）
紫雲大学売店店員。27歳→28歳。黒縁の眼鏡と、後ろで一つ結びにした髪型が特徴。香子によって光海の14股相手の6人目に選ばれた。源氏物語の空蝉に見立てられている。浮気性の彼氏がおり、プロポーズをされることもなく独り暮らしをしている。押しに弱い性格で、現在の彼氏と交際しているのも、なし崩し的に迫られ関係を持ったことが原因である。また、自己評価の低さから現状を変えるような行動が起こせず、他人をやっかんだり酒を煽るなどして焦燥を募らせる日々を送る。香子はそんな彼女のことを気にかけており、「自縄自縛からの解放」に期待して光海に接触を命じる。光海と一夜を共にしてからは、少しだけ前向きになる。最終回の時点では典子の秘書になっている。
常夏 夕（とこなつ ゆう）
紫雲フィットネスクラブのインストラクター。22歳。誕生日は8月31日。ポニーテールの髪型をしており、関西弁を話す。香子によって光海の14股相手の7人目に選ばれた。源氏物語の夕顔に見立てられている。中高生時代は病弱だったため男性との交際経験がなく、恋愛に憧れていた。職場の同僚からは経験豊富なものと誤解されている。自ら強くなろうとして体を鍛えたが、香子は夕の「強さはみせかけ」で「もろく儚い部分を隠すための鎧」と評している。夕の写真が、紫雲フィットネスクラブのパンフレットや看板になっている。好きな男性のタイプは「男らしい人」であり、正反対のタイプである光海のことは当初敬遠していたものの、コーチングやデートを重ねる中でその真摯な態度や優しさに魅かれていき、やがて処女を捧げる。
光海との仲は相思相愛であり、その後も順調に交際を重ねていたものの、彼の垣間見せる「香子への思慕」には一抹の不安を拭えずにいた。そんなある日、職場の辞令により大阪に転勤することとなり、光海とは遠距離恋愛になる。そこに、以前より光海との交際を妨害していた美也から「14股」計画をリークされるなどの揺さぶりをかけられた結果、光海に別れを告げる。およそ1年ぶりに占い郷で光海と再会したが、光海の本命は香子であり、自分は光海のことが好きであるからこそ辛くて別れたのであると本心を告げ、けっきょく関係回復には至らなかった。
末摘 華（すえつむ はな）
紫雲大学放送学科の2年生。20歳。美声の持ち主で、声優を志望している。ソバカス顔で眼鏡を掛けた小柄な少女だが、胸は大きい。香子によって光海の14股相手の8人目に選ばれた。源氏物語の末摘花に見立てられている。他人と話すのが苦手で友達がおらず、異性との交際経験もない処女。当初、女装でミスコンに優勝した光海のことを自信家だと誤解し苦手意識を抱いていたが、香子の口添えもあって友人となり、成人向けゲームの声優オーディションへの特訓に付き合ってもらう仲となる。しかし、性経験が皆無であることから、特訓を続けていても演技に自信が持てず思い悩むようになり、意を決して光海に「性経験の指南」を願い出る。その時は、光海がまだ夕と恋人関係にあったことから断られてしまうが、のちに夕と破局したショックから放心状態になっていた光海に「慰めたい」と申し出て関係を持ち、処女を捧げた後は、自信をもってオーディションに臨んだ。その後も光海との交流は続いており、巫女のアルバイトを通して朝日・千里・月子とも友人関係となった。最終回の時点では、声優として活躍しておりテレビに出演することもある。
源内 典子（げんない のりこ）
紫雲歯科医院の歯科医師で、香子の友人。年齢は明言されていないが、本人いわく光海より20歳以上年上。ショートボブの髪型をしたクールな美女。香子によって光海の14股相手の9人目に選ばれた。源氏物語の源典侍に見立てられている。香子の差し金により診療に訪れた光海と知り合い、会ったその日に突然香子宅を訪れ、光海の眼前で裸になって入浴するなどの大胆不敵な行動をとる。実は自分自身を偏愛するナルシストであり、「14股」計画のことも承知済みであった。またサディストの気質もあり、自身のそういった「変態性」については自認している。香子は光海に「彼女の愛する「自分」以上の、特別な存在になってくれ」と指示を出す。のちに香子に罵倒され落ち込んでいた光海に優しい言葉をかけ、自宅に招き入れて関係を持つかに思われたが、典子は鏡に映る自分を見ながらの自慰行為だけで満足し、光海に家に帰るよう告げる。その後クリスマスの日に再びアプローチをかけてきた光海に、今度は打って変わって辛辣な言葉の数々を投げかけるが、それにより彼のマゾヒズム的な「変態性」を吐露されたことから心を許し、セックスをして年末までの4日間をともに過ごす。
玉鬘 るり（たまかずら るり）
女子高校の3年生。18歳。光海が運転免許の講習に行った先の田舎にある大きな屋敷に住む、地元一の箱入り娘。顔は夕に似ているが、胸は大きい。香子によって光海の14股相手の10人目に選ばれた。源氏物語の玉鬘に見立てられている。いわゆる「愛人の子」 であったが、子どものできなかった玉鬘家に養子として引き取られてきた。義母からは愛情を向けてもらえず心を失いかけていたところに、使用人である黒髭家の姉弟と交流を持ち救われたという過去を持つ。純粋で自立心旺盛な性格をしており、紫雲大学への進学にあたってさまざまなものに取り組んでいる。光海と出会った時点で、カップラーメンを食べたことがなかった。性について知ることを禁じられて育ち、小学校、中学校にも通わせてもらえなかったため、光海に教えられるまでは、その知識が皆無であった。親の決めた結婚相手がいる。婚約解消を狙った黒髭によって寝込みを襲われそうになるも、光海によって阻止される。その後、香子の計画によって女装した光海に一晩世話を焼いてもらったことで彼を「お姉様」と呼んで慕うようになり、バレンタインデーにはチョコレートを渡した。紫雲大学に入学後は千里と同じマンションで暮らし、千里の姉に一般常識を教育されている。
朧 月子（おぼろ つきこ）
朝日の親友で腐女子仲間。紫雲大学4年生。22歳。香子によって光海の14股相手の11人目に選ばれた。源氏物語の朧月夜に見立てられている。光海以外の男性とは会話がまったくできないほどの男性恐怖症である。光海と親しくなりメールのやり取りをする仲となる。性愛関係の妄想が好きで、官能小説家になるのが夢。光海や朝日に自作小説の感想モニターを頼むこともある。卒業後は大学院に進学する予定である。妹に高校生の凪子がいる。普段はゴスロリ風のファッションをしていることが多い。ブランド物のバッグを一度に多く買っても懐が痛まないほどのお金持ちである。メイクアップが得意で、光海が大学祭のミスコンに出場すると知った際は、朝日とともに協力を申し出た。第261話で、光海の11人目の相手であることが明かされ、第262話で、名字が読者に初めて公表された。
男性恐怖症を直す一環として光海にキスしようとして逆に彼からキスされるが、嫌な顔をするどころかむしろ微笑んだ。後日、香子からの提案もありラブホテルに光海とともに取材に行き、夜中までゲームをした後、（朝日には悪いと思いつつも）今度は自分から光海にキスをし、服を着たままバスルームで行為に及んだ。光海との初体験後は男性恐怖症が緩和された。光海との関係を妹の凪子に目撃されてしまい、SNSに書きこまれて拡散されることを恐れていた。最終回の時点では、作家としてかなり成功しているらしい。
三宮 乙女（みつみや おとめ）
紫雲大学附属中等部の2年生（春から3年生）。14歳。香子によって光海の14股相手の12人目に選ばれた。源氏物語の女三宮に見立てられている。年齢の割には精神が幼い。学校のクラスに馴染めず引きこもりになっており、光海がお試しで家庭教師を引き受けた。ウサギのぬいぐるみを肌身離さず持ち、うまるちゃんが家の中で着用しているようなフードをいつもかぶって生活している。香子の住んでいる同じマンションに、紫雲大学の大学生である腹違いの姉「乙姫」 と2人暮らしであるが、姉妹の仲はあまりよくない。当初は光海にもまったく心を閉ざしていたものの、乙女の友人である紫亜にアドバイスを受けた光海が散歩に連れ出すなどした結果、光海に心を許し懐くようになり、勉学への意欲も取り戻した。また、光海との交流が深まるに連れて姉との関係も改善された様子。光海に思慕を抱くようになるが、あえて家庭教師継続の話は断り「光海にとっての一番」になるべく努力することを決意する。
明石 夢告（あかし むつげ）
紫雲大学文学部1年生。18歳。関西弁を話し、黒い長髪を纏めている少女。左胸の内側に小さな痣がある。香子によって光海の14股相手の13人目に選ばれた。源氏物語の明石の君に見立てられている。神社で光海と出会った時に、彼に自慰行為を目撃された。占いを愛しており、（香子によると）思い込みの強い性格である。実家の明石家は、関西地方にある「占い郷」とよばれる霊場にある。光海とセックスをし処女を卒業したが、 占いの結果光海には本命の相手が居ることがわかり、また、家の家業を継ぐこともあり、光海とは一夏限りの恋人という関係に終わり、紫雲大学も退学する。

### その他
朧 凪子（おぼろ なぎこ）
月子の妹。高校生。源氏物語に熱心で、紫雲大学に入学して香子に学ぶことを望んでいる。古語を使うのが口癖。光海とは紫雲大学のオープンキャンパスで出会った。月子から光海が「源氏の君っぽい」と聞かされていたものの、実際に会ってみて「たいしたことない」「源氏の君からほど遠い」との印象をもつ。ただし、光海の半裸姿を見たときはまんざらでもない反応を見せていた。SNSで共感を得る能力に長けている。紫雲大学に入学後、姉の月子と光海の関係を目撃してしまう。るり、夢告は同級生の友人である。
中将 つかさ（ちゅうじょう つかさ）
中学時代に光海をいじめていた女子グループの中心人物。学年一の美人として有名だったが、憧れていた先輩が自分よりも光海の容姿を褒めていたことで自尊心を傷つけられ、光海を目の敵にするようになる。偶然にも光海と同じ紫雲大学に進学し、国際教養学部に在籍している。再会当初は、光海のことを面識がない者として忘れていた。
妻子のいる近衛教授と不倫関係にあったが、光海の起こした行動が原因となって破局する。しかし当人は近衛に好意があるわけではなく、自分に箔をつけるステータス・シンボル、身を着飾るアクセサリー程度の認識しかなかった。
光海の「14股」相手には含まれない。いわゆるアンチヒロインに近い存在として描かれている。光海に対しては、表面上は歯牙にもかけない態度をとっているものの、キスをされたり胸を揉まれたり、ミスコンで敗北する屈辱を味わわされたこともあり、対立関係を続けるなかで少しずつ異性として意識するような素振りを見せる。
光海の父（香子の兄）
前妻（光海の生母）と死別後に交際した女性を妊娠させたことで婿入り再婚でできちゃった結婚し、それが本作の発端となる。再婚時に光海に家を出ていくよう言い渡すが、香子に光海と同居するよう土下座して頼み込むなど、自分なりに息子のことは案じている。いい加減で行き当たりばったりな人物だが、不思議と女性には縁があるらしい。
若い頃は眼鏡を掛けている点を除けば光海に瓜二つの容姿であった。
源 桐乃（みなもと きりの）
光海の実母。故人。16歳で光海を妊娠した。香子と顔見知りであった。彼女の思い出の顔写真は、光海の家にはプリクラぐらいしか残されていない。「光海」と名付けたのも、実は香子であった。占い郷で育った人間であり、占い郷とバスで往来する場所にある温泉町の近所に彼女の墓がある。
光海の継母
光海の父の後妻。妊娠と光海の父とのできちゃった結婚が原因で実家から勘当されていたが、出産を機に和解した模様。光海の「14股」相手には含まれない。
源 薫（みなもと かおる）
光海の異母弟。父の後妻が産んだ。光海に風貌がそっくりで、とても大人しく、人と触れ合うより本が好きな子どもである。最終回で名前が判明した。
朝日の母（光海の伯母）
光海の父および香子の姉。光海が娘と一緒に育ったのを見守って来た様子を見せる。香子とは唐突に呼び出しては会っている仲。朝日が恋人がいないことをからかい気味に心配する声を時々かけている。
村上（むらかみ）
光海の高校時代からの親友で、香子に憧れて紫雲大学に進学した。童貞。年上好みであり「ほどよい年上のお姉さんに童貞を奪われたい」と思っているが、学内の美人チェックも怠っていない。何かと女性に縁のある光海をうらやましがる。作中で香子と念願の対面を果たし優しく応対されるが、香子からは「面白い子だが分かりやすいので研究対象にはならない」と評される。身長は185cm。のちに光海の後を引き継いで乙女の家庭教師となった。最終回の時点では、乙女の姉の三宮乙姫と付き合っている。
近衛（このえ）
紫雲大学の心理学教授で、理事長の息子。顔立ちがよく、妻子ある身であるにもかかわらず女子学生からの人気が高い（ただし、作品中では顔がはっきりと描かれていない）。つかさと不倫関係にあり相当入れ込んでいたが、つかさから関係に揺さぶりをかけられていたときに偶然、光海により本性を暴かれたかたちになり、以降はつかさとの連絡を絶つようになる。香子は自分にも色目を使ってくると語る。
千里の姉
千里と同居しており、胸の大きいことで悩み続けた千里を励ましてきた、相談相手でもある。千里が光海との交際で悩んでいた際も妹の動揺している様子を見落とさず、声をかけ助言を与える。姉妹仲は非常によく、ノベライズ版では千里と二人で温泉旅行に出掛ける。
黒髭（くろひげ）
玉鬘家の屋敷および、るりに仕えている女性の弟。一人暮らしをしている大学生で、香子の元ゼミ生。色黒の肌にアフロヘアーという容姿。複数の女性と同時交際をするなど女癖が悪いが、幼少のころより兄妹のようにして育ったるりにプロポーズをする。るりが寝ている間に襲おうとしたが、光海に阻止される。源氏物語で玉鬘を強引に自分の妻にしてしまう髭黒に見立てられている。
三宮 乙姫（みつみや おとひめ）
乙女の姉。紫雲大学の学生で、海外に語学留学した経験も持つ。乙女とは腹違いの姉妹関係であり、二人で一緒に暮らしてはいるもののあまり仲はよくない。しかし、心中では妹のことを少なからず気にかけており、引きこもりの現状を心配して香子に相談をし光海を家庭教師として家に招く。家事は苦手であるらしく、食事は出来合いのもので済ませている。最終回の時点では村上と付き合っている。

## 作中用語・施設
14股
『源氏物語』の主人公・光源氏の女性遍歴にならい、光源氏が恋愛した姫君に見立てた、香子の指定する女性14人（香子の家の居間の扉を開けて入ってくる、彼女自身以外の女性）とセックスをして、心をものにすること。その体験を香子の研究材料として提供するために、光海は自分の女性関係の詳細を、香子にすべて報告しなければならない。
14人とは「藤壺」「葵の上」「紫の上」「明石の君」「花散里」「女三宮」「空蝉」「玉鬘」「夕顔」「末摘花」「源典侍」「朧月夜」「朝顔の君」「六条御息所」。
紫雲大学（しうんだいがく）
作中のおもな舞台となる、光海たちが通う大学。教員・学生ともに美人が多いことで有名。光海の在籍する文学部をはじめ、複数の学部が存在する。キャンパスには噴水などが設置されている広場があり、使われていない旧校舎などもある。学食のカウンターは、「PASTA」「JAPANESE NOODLE」など英語表記で区分けされている。大学祭は周辺の大学よりも早く開催され、毎年かなりの賑わいを見せている。
紫雲家政専門学校
花田千里が通う学校。
紫雲そば
千里がアルバイトをしている蕎麦屋。
紫雲フィットネスクラブ
常夏夕がインストラクターとして勤務する、スポーツクラブ。大阪に本社がある。美也が（光海と交際を始める以前から）会員である。
紫雲神社
朝日の親戚と縁のある神社。
紫雲歯科医院
源内典子の自宅と同じビルである歯科医院。紫雲大学の近くにある。
占い郷（うらないごう）
関西地方にある明石家が運営している霊場。観光客を滝行に案内し占い体験をさせたりしている。携帯電話の電波が通じないほど辺地にあるが、固定電話はつながる。光海がアルバイトに行き夢告とセックスした。夢告を知る住民がいて、盂蘭盆会には多くの人間が集まる。占い館は、占い郷とバスで往来している場所にある温泉町で営業している。光海の生母の桐乃が育った場所である。

## 企業広告
ロート製薬の化粧品ブランドOXYの広告として、週刊ヤングジャンプ（2013年23号）にコラボレーション漫画「特別編 教えてあげる」が掲載された。源君物語の登場人物に加えてOXYのCMに出演する佐々木希の写真により構成された。

## 他作品とのコラボレーション
連載150回記念企画として、週刊ヤングジャンプ（2015年2号）に、同誌に連載していたフォビドゥン澁川のギャグ漫画『パープル式部』とのコラボ漫画が掲載された。香子が同作品の舞台に登場し結婚相談に乗るといった内容である。

## コラボグラビア
週刊ヤングジャンプ（2017年16号）で、本作品のヒロイン3名のコスプレが掲載された。泉里香が藤原香子に、清水あいりが花田千里に、岸波みおが末摘華に扮した。

## 書誌情報

### 漫画本編
- 稲葉みのり 『源君物語』 集英社〈ヤングジャンプ・コミックス〉、全16巻
  1. 2012年4月24日発行（4月19日発売[21]）、ISBN 978-4-08-879318-4
  2. 2012年10月24日発行（10月19日発売[22]）、ISBN 978-4-08-879432-7
  3. 2013年4月24日発行（4月19日発売[23]）、ISBN 978-4-08-879550-8
  4. 2013年10月23日発行（10月18日発売[24]）、ISBN 978-4-08-879668-0
  5. 2014年4月23日発行（4月18日発売[25]）、ISBN 978-4-08-879783-0
  6. 2014年10月22日発行（10月17日発売[26]）、ISBN 978-4-08-890028-5
  7. 2015年4月22日発行（4月17日発売[27]）、ISBN 978-4-08-890142-8
  8. 2015年10月24日第発行（10月19日発売[28]）、ISBN 978-4-08-890257-9
  9. 2016年4月24日発行（4月19日発売[29]）、ISBN 978-4-08-890391-0
  10. 2016年11月23日発行（11月18日発売[30]）、ISBN 978-4-08-890519-8
  11. 2017年5月24日発行（5月19日発売[31]）、ISBN 978-4-08-890644-7
  12. 2017年11月22日発行（11月17日発売[32]）、ISBN 978-4-08-890784-0
  13. 2018年5月23日発行（5月18日発売[33]）、ISBN 978-4-08-891012-3
  14. 2018年11月24日発行（11月19日発売[34]）、ISBN 978-4-08-891122-9
  15. 2019年5月22日発行（5月17日発売[35]）、ISBN 978-4-08-891314-8
  16. 2019年11月24日発行（11月19日発売[4]）、ISBN 978-4-08-891399-5
- 「セミカラー版」（各巻のうち14-25頁ほどがカラーである）が、電子書籍のヤングジャンプコミックスDIGITALとして全16卷で発売されている。

### スピンオフ作品
ヤングジャンプGOLD創刊号（2017年5月18日発売）に、スピンオフ作品「源君物語」番外編が掲載される。

### 小説
- 原作：稲葉みのり 、小説：田中創 『源君物語　並びの巻』 集英社〈JUMP j BOOKS〉2014年10月17日発売、ISBN 978-4-08-703335-9

## 翻訳
- 中国語 （繁体字）への翻訳がおこなわれ、台湾の尖端出版から第16巻まで発行されている[36][37][38][39][40][41][42][43][44][45][46][47]。
- フランス語への翻訳がおこなわれ、Love Instruction - How to become a seductor の題名で、フランスのSoleil社から第15巻まで発行されている[48][49][50][51][52][53][54][55][56][57]。
- ドイツ語への翻訳がおこなわれ、Minamoto Monogatari - 14 Wege der Versuchung の題名で、Panini Verlags Gmbh社（本社イタリア・モデナ）から第10巻まで発行された[58][59][60][61][62][63][64][65] が、2019-2020年、既刊の巻も含め、翻訳権、販売権がすべて集英社に剥奪され絶版処分となった。
- 韓国語への翻訳がおこなわれ、미나모토군 이야기 （ミナモトクン　イヤギ）の題名で、韓国の 大元 C.I.株式会社から第16巻まで発行されている[66][67][68][69][70]。

## オリジナルグッズ
クリアファイルがジャンプショップ限定で販売。